# یوسف عطال
یوسف عطال (زادهٔ ۱۷ مهٔ ۱۹۹۶) بازیکن فوتبال اهل الجزایر است.
وی همچنین در تیم ملی فوتبال الجزایر بازی کرده‌است.